# Analleucosma
Analleucosma är ett släkte av skalbaggar. Analleucosma ingår i familjen Cetoniidae.
Kladogram enligt Catalogue of Life:
| Analleucosma | \| \| Analleucosma allardi \| \| \| \| \| \| Analleucosma rubidocincta \| \| \| \| \| \| Analleucosma uelensis \| \| \| \| |
|              | \| \| Analleucosma allardi \| \| \| \| \| \| Analleucosma rubidocincta \| \| \| \| \| \| Analleucosma uelensis \| \| \| \| |
|              | Analleucosma allardi |
|              | |
|              | Analleucosma rubidocincta                                                                                                  |
|              | |
|              | Analleucosma uelensis |
|              | |